# Масиси (город)
Маси́си (фр. Masisi, суахили Masisi; также встречается вариант Мази́зи) — город в южной части провинции Северное Киву на востоке Демократической Республики Конго (ДРК).
Административный центр территории Масиси.

## Физико-географическая характеристика
Масиси расположен на дороге RP529 в 82 км к северо-западу от административного центра провинции Гома.

## История
4 января 2025 года Движение 23 марта захватило Масиси после боев против вооруженных сил Демократической Республики Конго и сепаратистов Вазалендо.

## Население
Таблица
| Год  | Численность, чел. | Источник |
| ---- | ----------------- | -------- |
| 2004 | ▬ 5538            | [ 9 ]    |
| 2010 | ▲ 6502            | [ 10 ]   |
| 2012 | ▲ 6806            | [ 11 ]   |
| 2024 | ▲ 40000           | [ 6 ]    |

## Транспорт
Региональная дорога, идущая в северо-западном-юго-восточном направлении, проходит через город. Она пересекается с национальной дорогой N2 на юго-востоке за городом Саке и с национальной дорогой N3 на северо-запад после последующей дуги на юго-запад в Валикале на одноименной территории Валикале.